# Театр Савой (Монмут)
Театр Савой (англ. Savoy Theatre) — театр драмы и кино на Чёрч-стрит в Монмуте, на юго-востоке Уэльса. Зданию присвоен статус культурного наследия Великобритании II*; считается, что это самый старый работающий театр в Уэльсе. В 1928 году здание было отреставрировано; в нём 360 мест, и им в настоящее время управляет благотворительный фонд. Театр входит в Тропу культурного наследия Монмута.

## История
Здание, в котором размещается театр, было построено на фундаменте ранее располагавшегося здесь отеля Белл, в историческом центре города Монмута. Первоначально он был известен как Комнаты Ассамблеи (Assembly Rooms), и лицензия на развлекательные представления была дана ему в 1832 году. В 1850 году театр работал как Королевский театр под руководством J F Rogers, а позже здание стало городским хранилищем кукурузы. Непродолжительное время, в конце XIX века, тут был ролледром, принадлежащий отелю Белый лебедь, а в 1910 году здание стало первым кинотеатром Монмута, «Living Picture Palace and Rinkeries». В 1912 году он был переименован во «Дворец», а затем стал называться Scala , а затем — Regent.
В 1927 году здание было куплено театральной группой Albany Ward, и вновь открыто 5 марта 1928 года как The New Picture House. Здесь были показаны в 1930 году первые «говорящие картины». Кино закрылось в 1960-х годах; позднее тут был бинго-зал, закрывшийся в 1983 году, и вновь открывшийся на некоторое время, чтобы показать диапозитивы «волшебного фонаря». Как кино здание работает непрерывно с 1990 года.

## Текущее управление и эксплуатация
Савой — старейший работающий театр в Уэльсе. Он находится в частной собственности семьи Мактаггарт (MacTaggart), потомков Б. Т. Дэвиса (B. T. Davies), которому когда-то принадлежало 19 кинотеатров в Южном Уэльсе и юго-западной Англии. Театр сдаётся в аренду благотворительному фонду, Monmouth Savoy Trust, в который входят добровольцы-энтузиасты, работающие на благо местного сообщества. Они сыграли важную роль в отказе от закрытия театра в 2010 году. Театр не имеет государственного финансирования, его содержание обходится в 50 000 фунтов стерлингов в год.
В 2004 году Heritage Lottery Fund способствовали восстановлению интерьера, в том числе красных бархатных штор, позолоченной лепнины и люстры. По общему мнению, в театре отличная акустика. В настоящее время в нём проходят регулярные ночные кинопрограммы вперемежку с концертами, демонстрируются драмы и комедии, а также организуются общественные инициативы и конкурсы. В январе 2012 года театр получил грант от инициативы банка NatWest Bank (Community Force initiative) на реализацию киноклуба для детей, проходящего после школы, и работу с молодежью над семинарами по драме.

### Вход и фойе

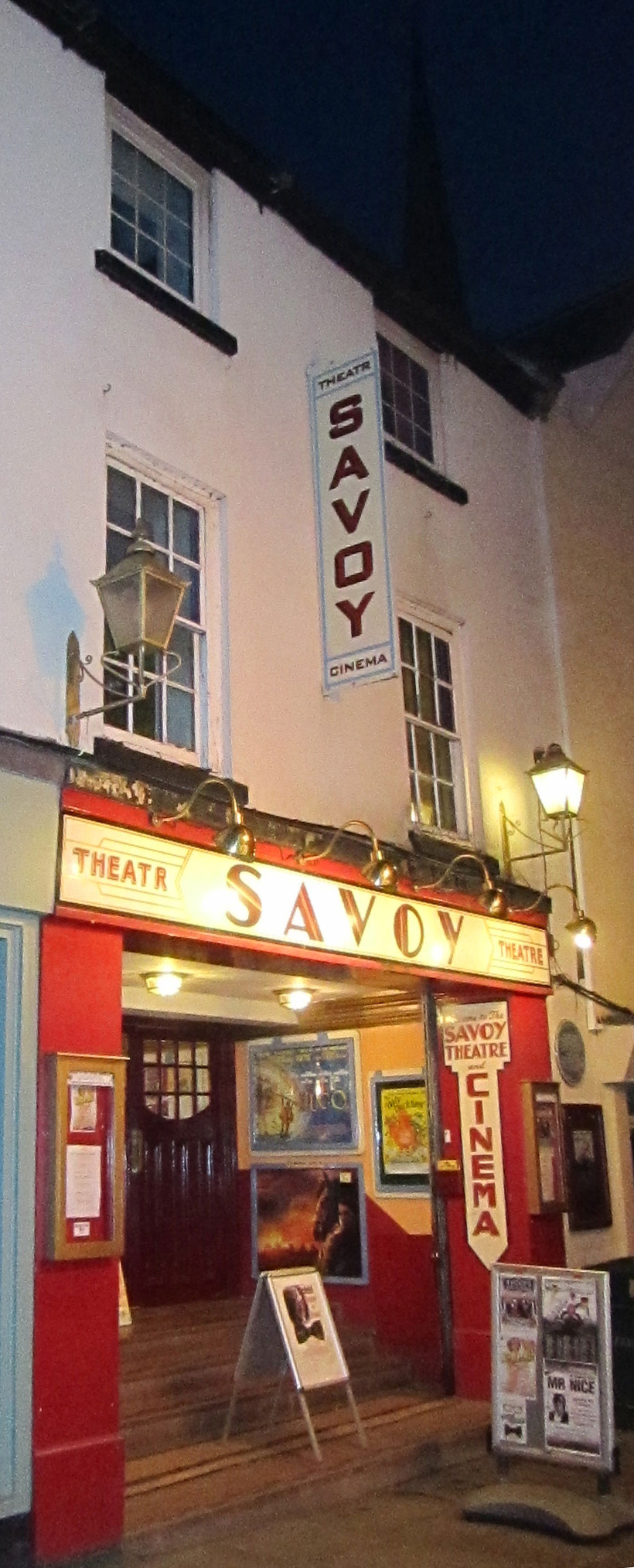
Внешний вид ночью
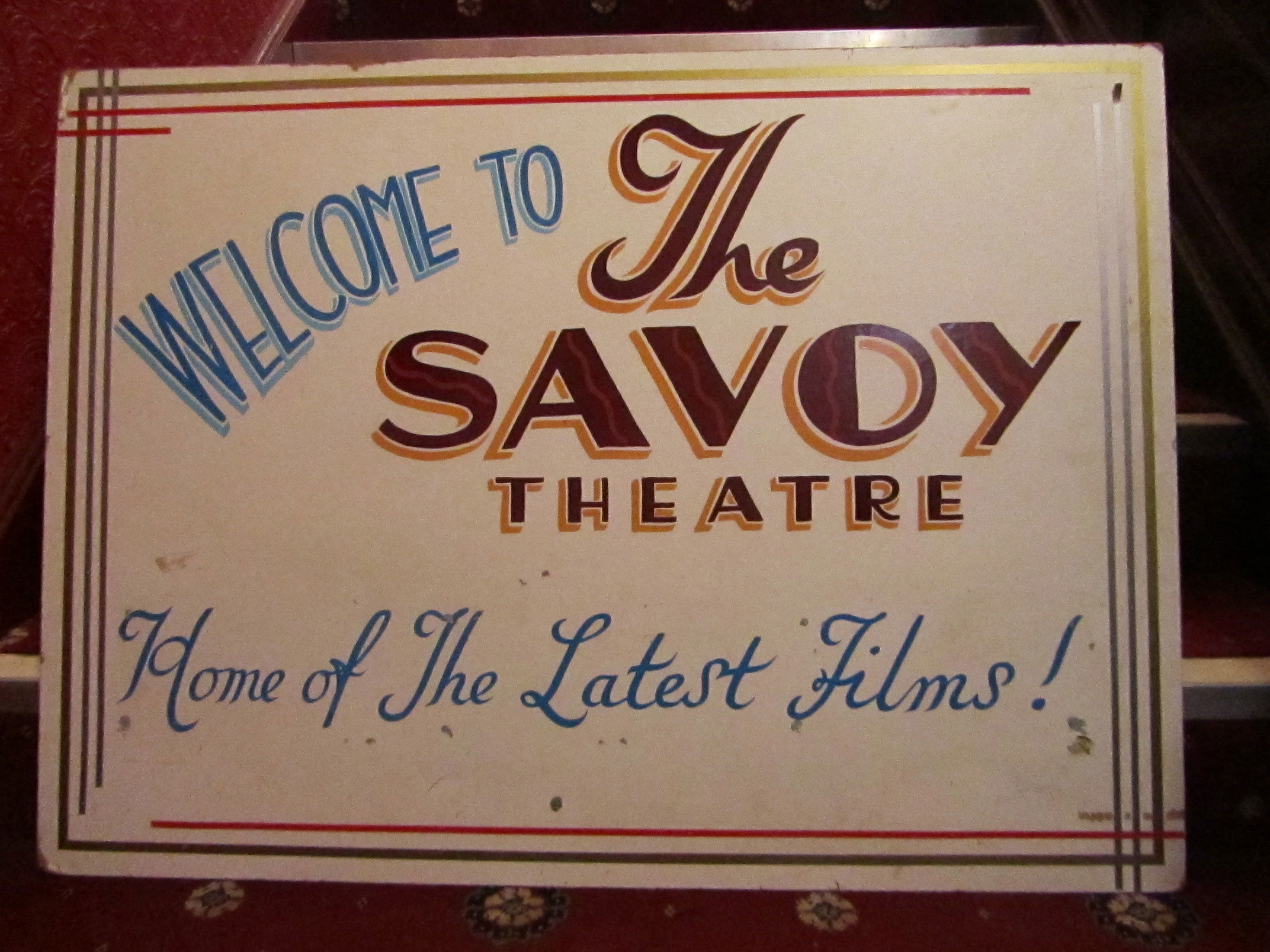
Входной знак
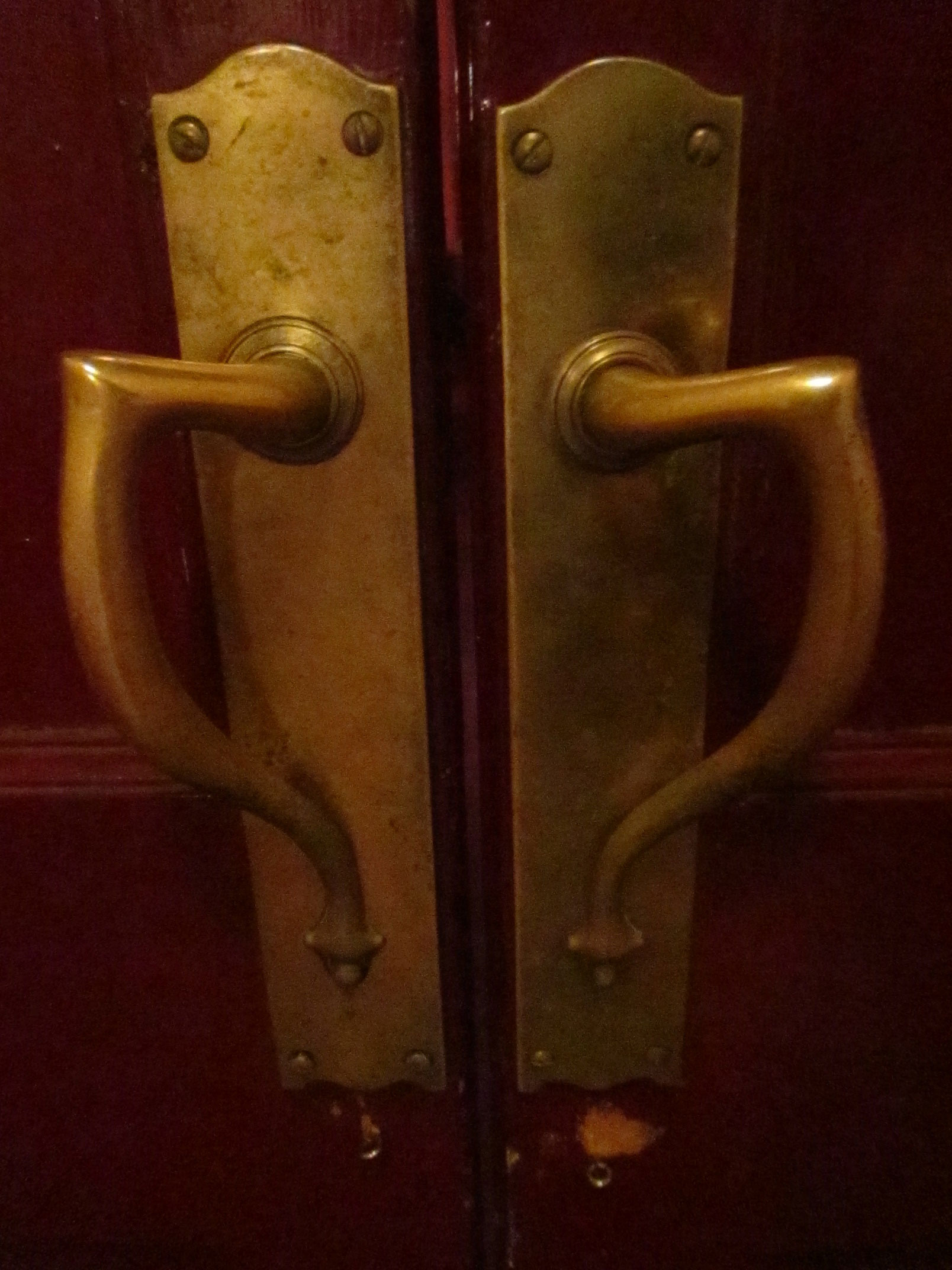
Дверные ручки
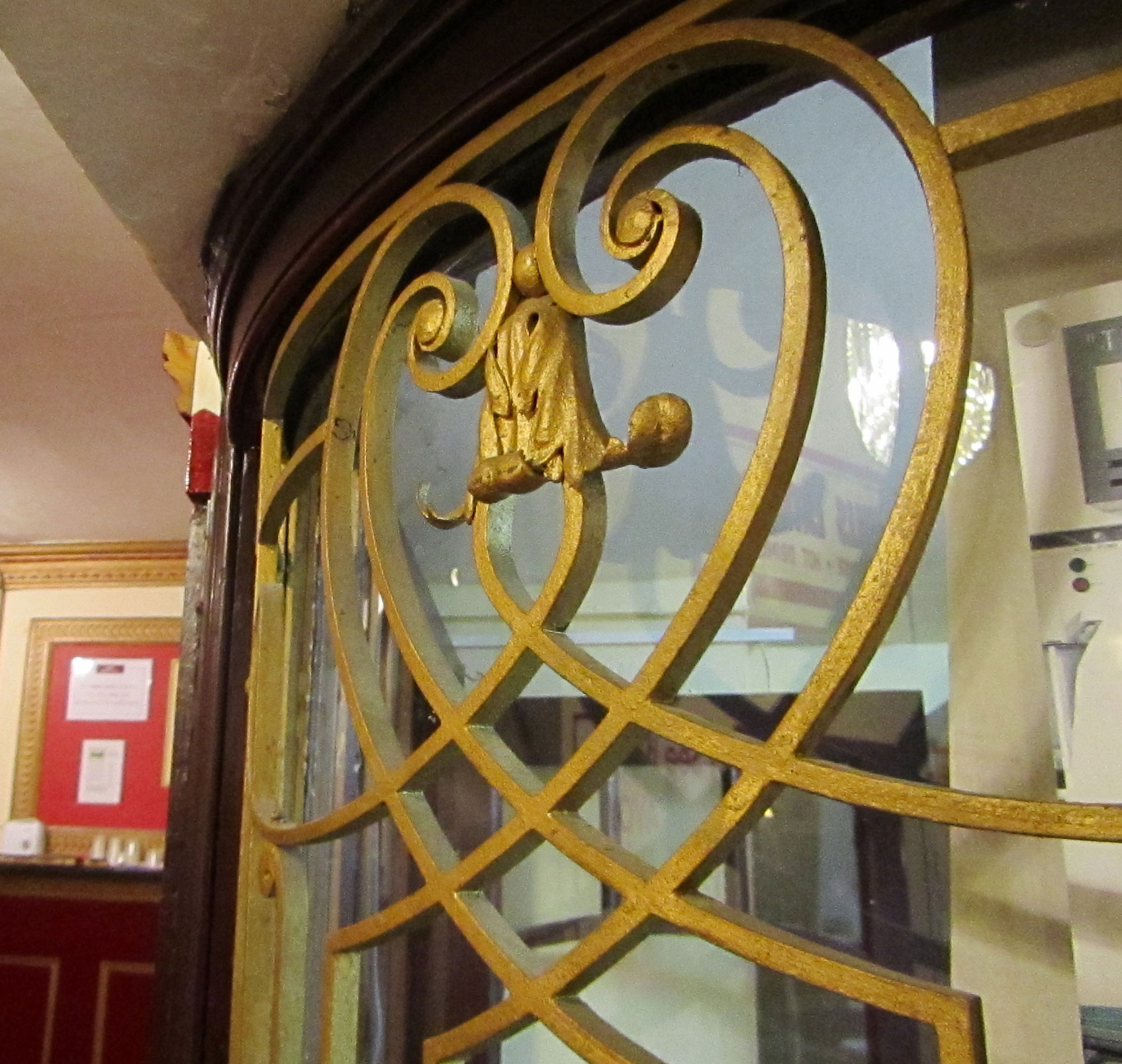
Решётка на билетной кассе
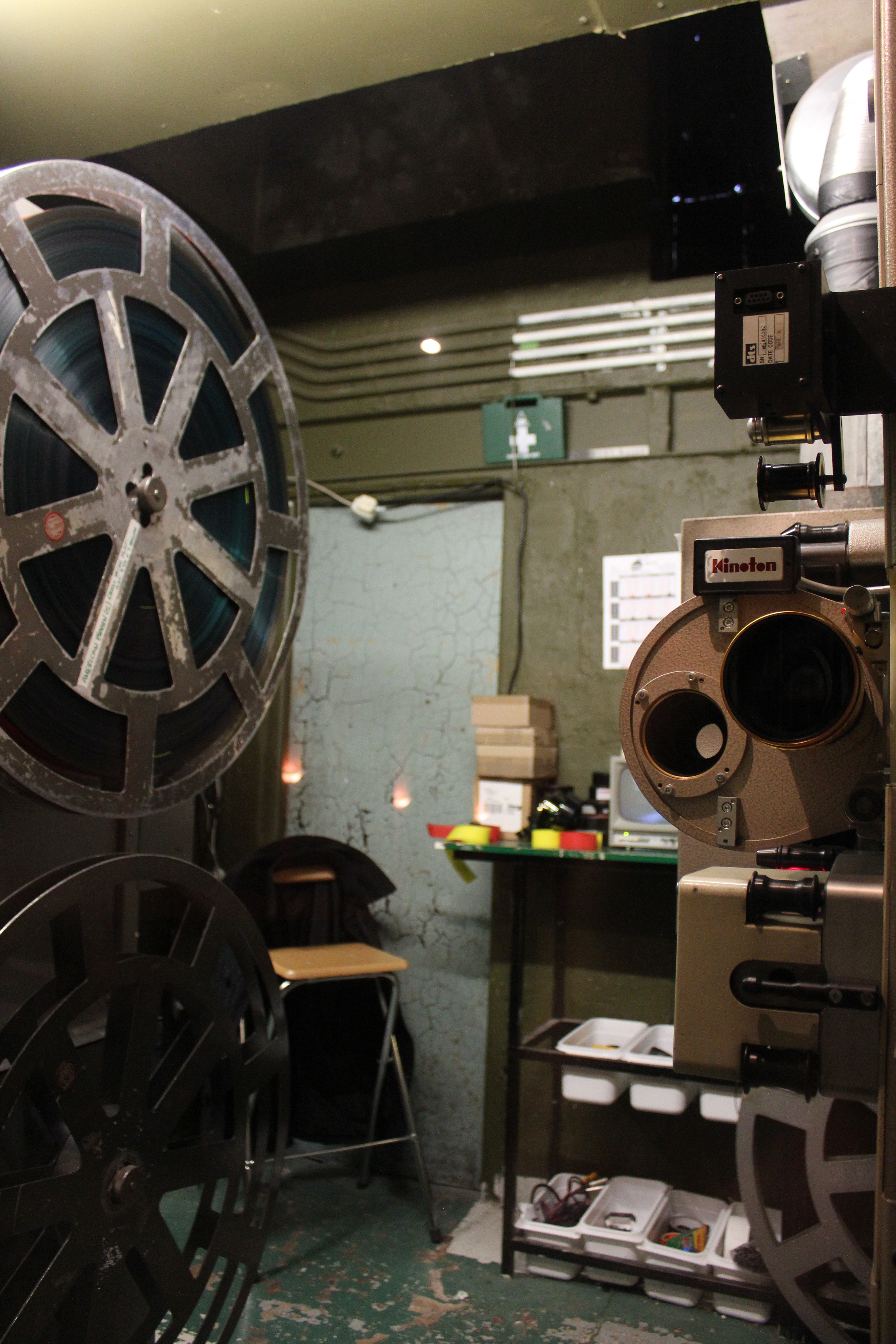
Комната оператора

### Театр

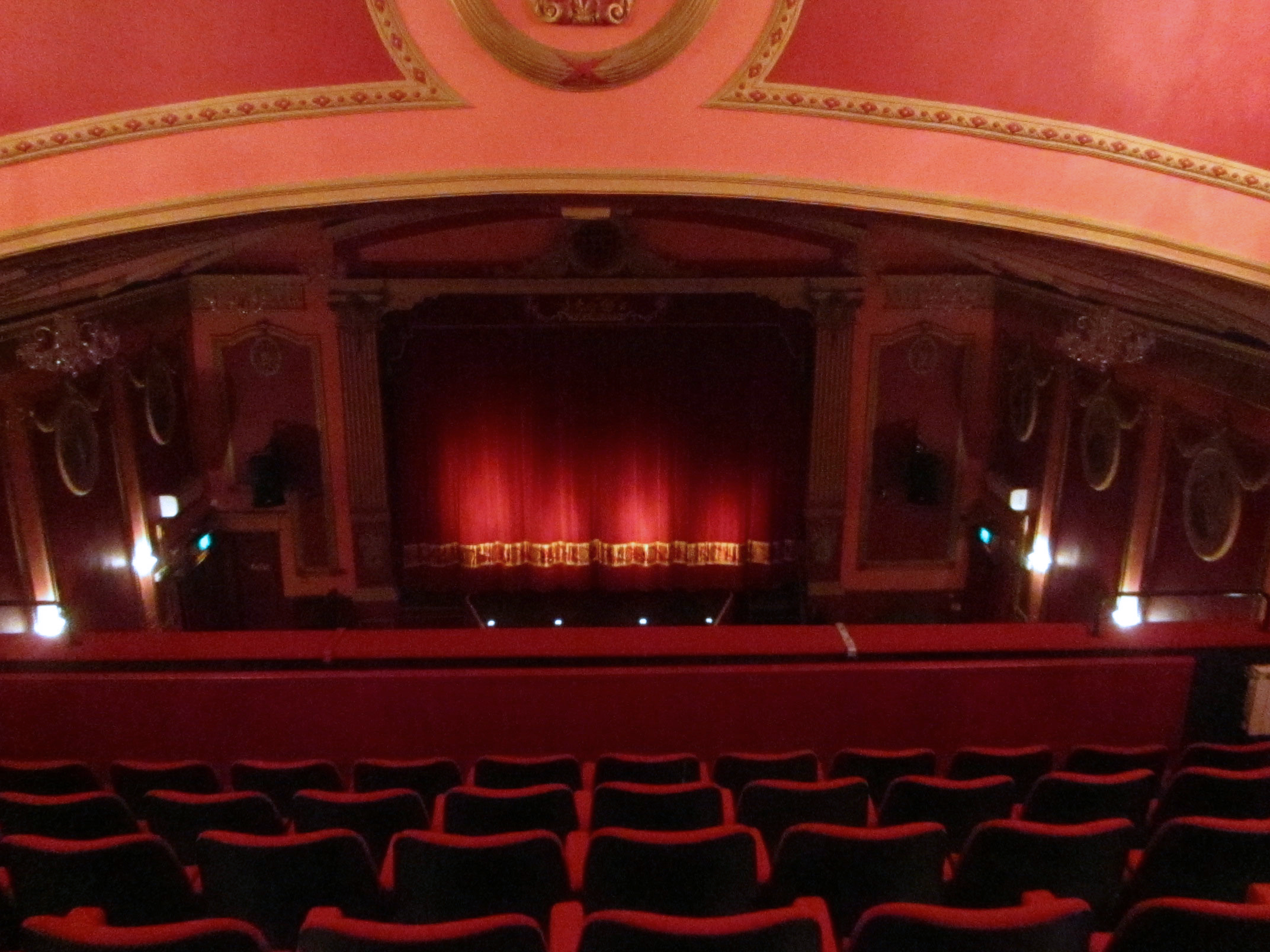
Вид с центрального балкона
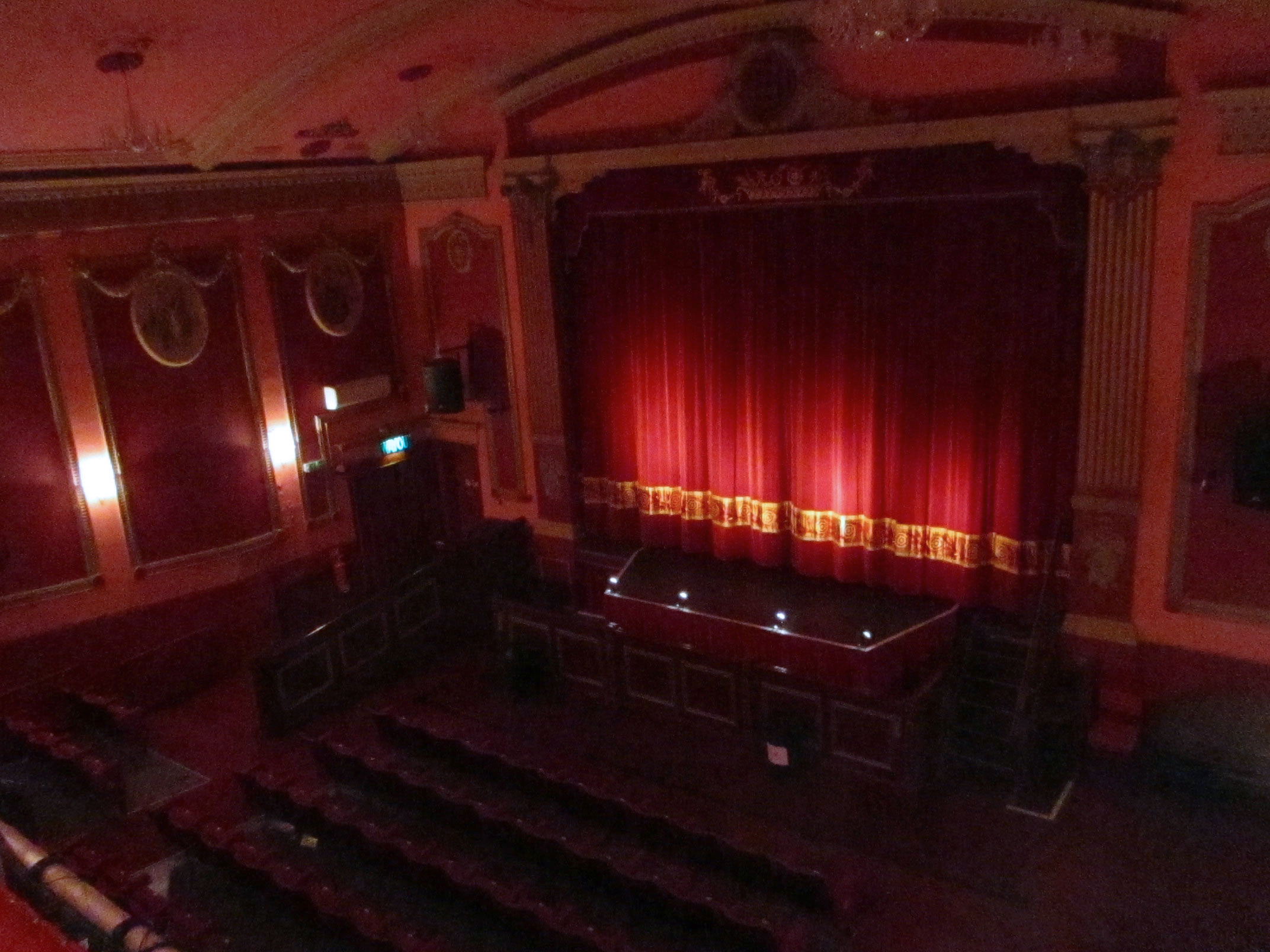
Вид с балкона
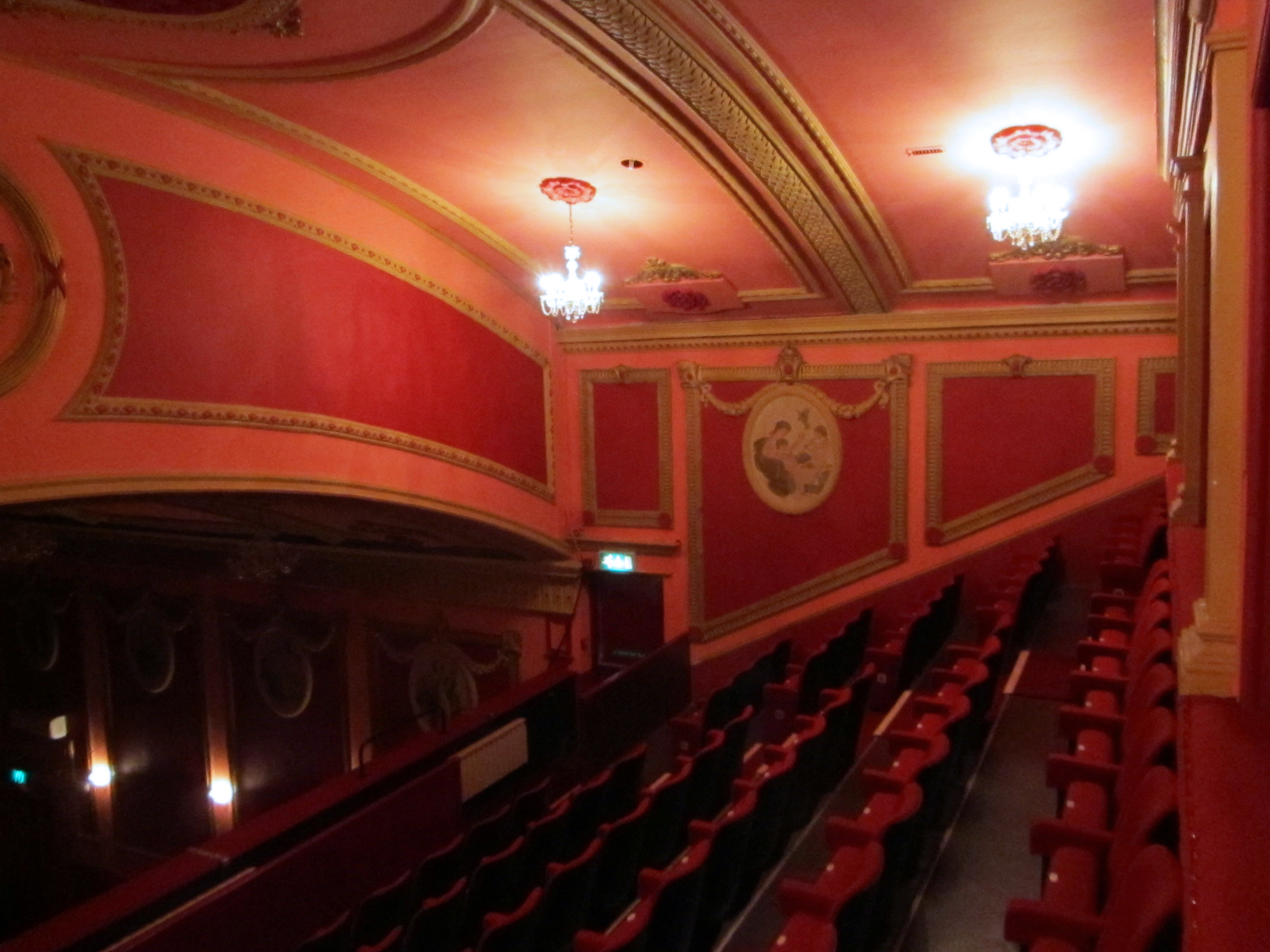
Балконы
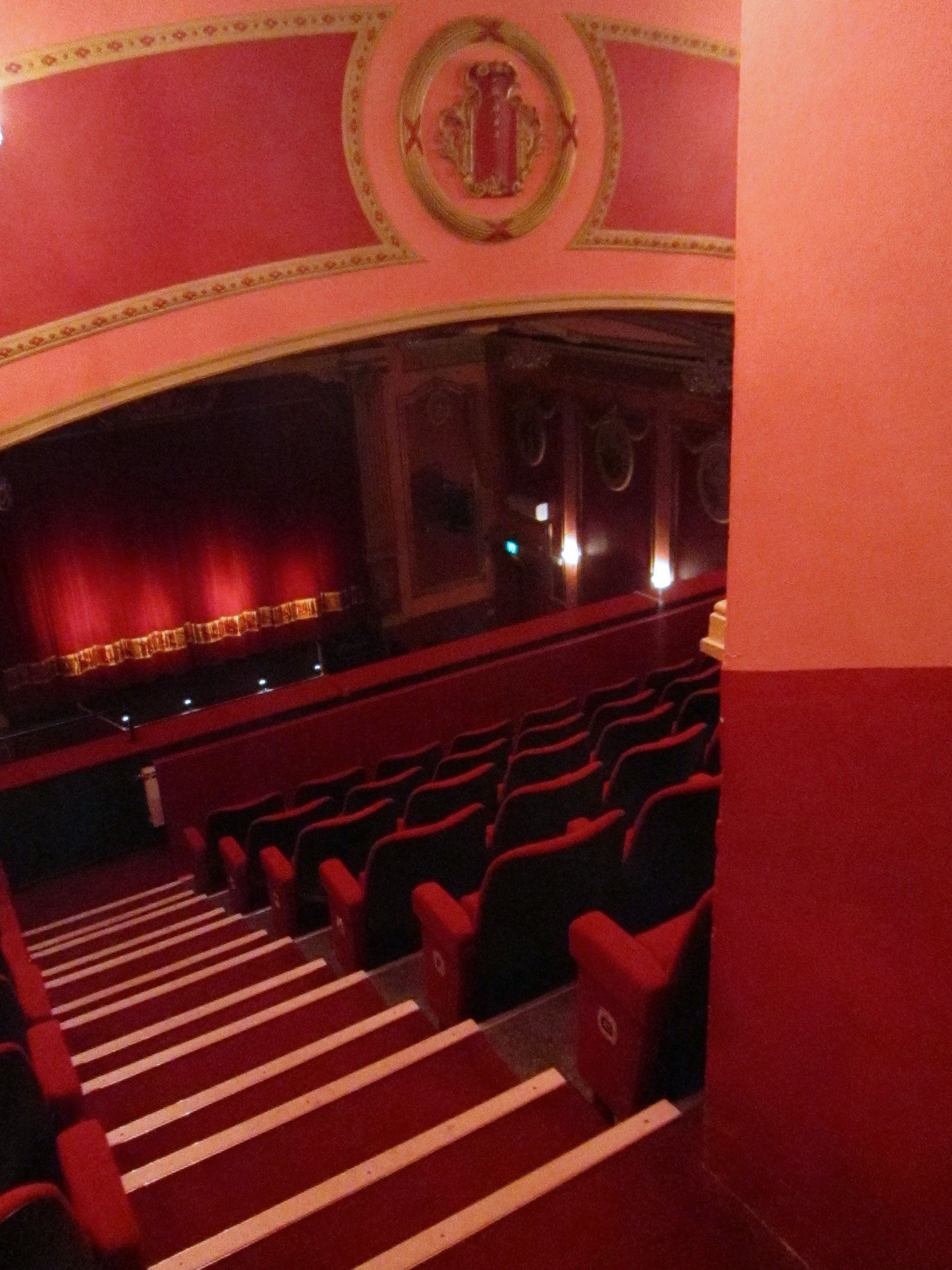
Вид от дверей балкона
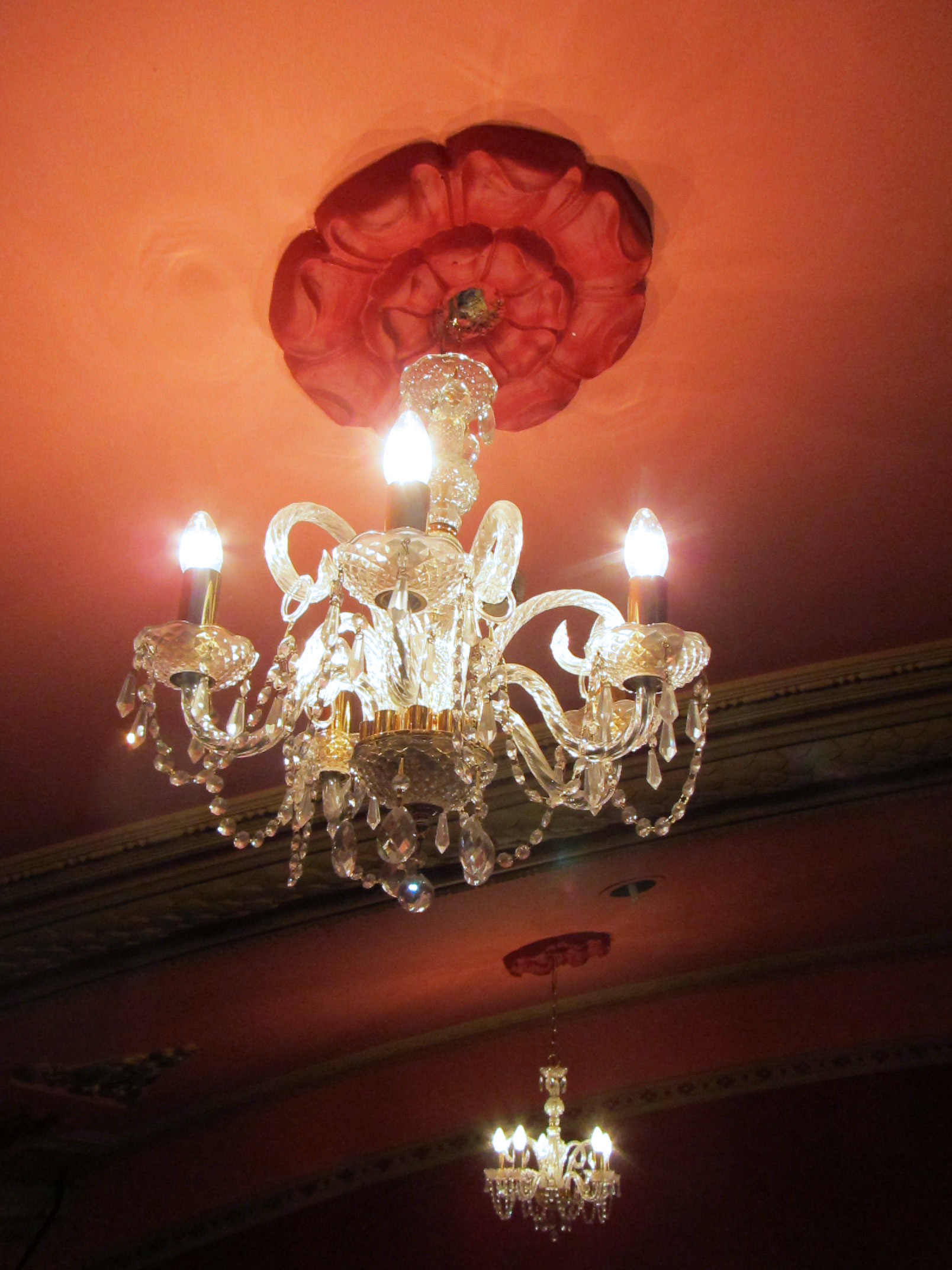
Люстра
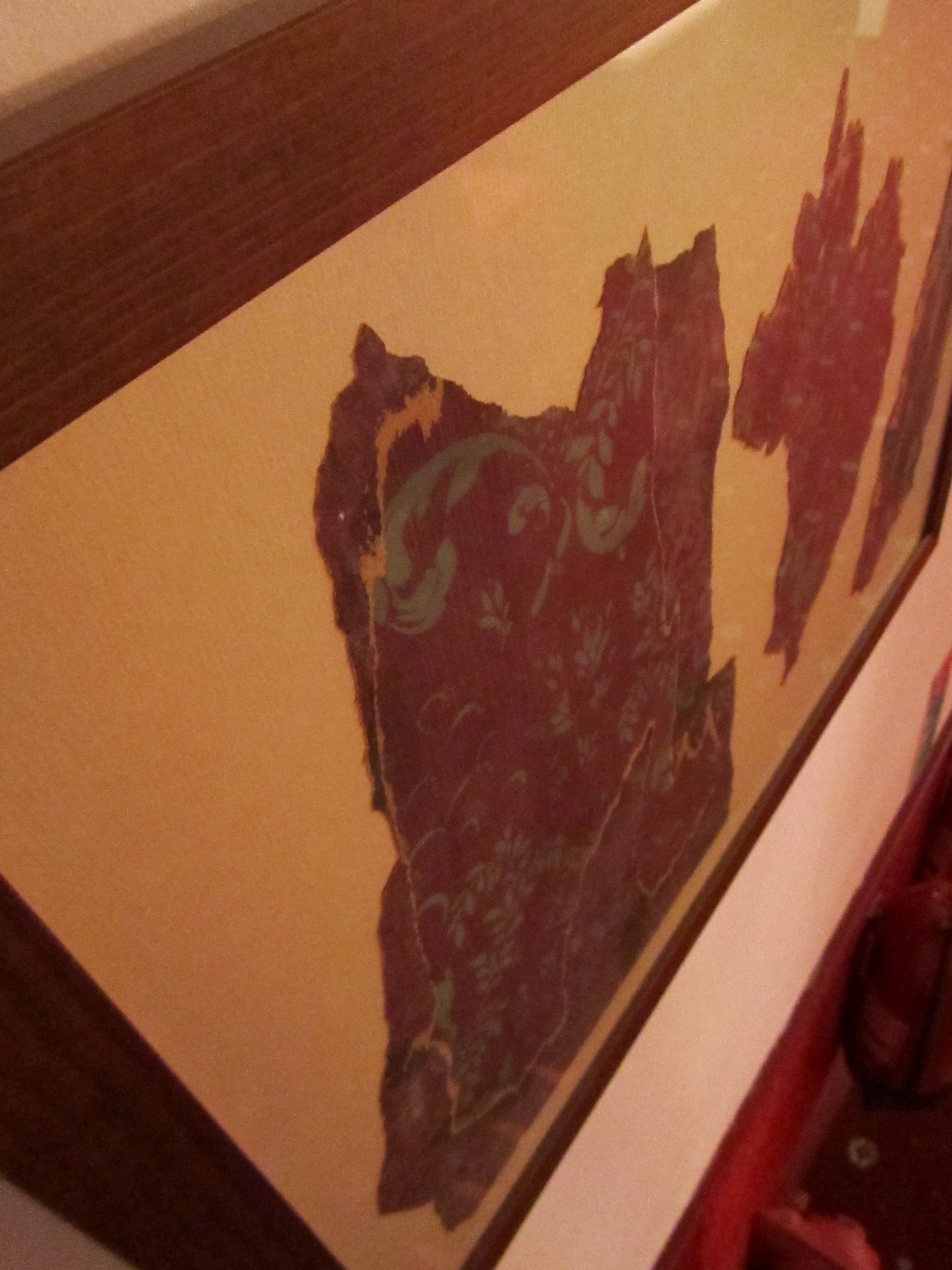
Остатки первоначальных обоев